# کله نهرمیان
کله نهرمیان یک روستا در ایران است که در استان مرکزی واقع شده‌است. کله نهرمیان ۲۲۵ نفر جمعیت دارد.